# Lithophyllum hermaphroditum
Lithophyllum hermaphroditum (Heydrich) W.J. Woelkerling, 1991 é o nome botânico de uma espécie de algas vermelhas pluricelulares do gênero Lithophyllum, família Corallinaceae. São algas marinhas encontradas na Nova Guiné.

## Sinonímia
- Perispermon hermaphroditum Heydrich, 1901